# うみへび座C星
うみへび座C星 (C Hydrae、C Hya) は、太陽系から見てうみへび座の方向約129 光年の距離にある4等星。かつてこの恒星のある領域がいっかくじゅう座の一部とされていたことからいっかくじゅう座30番星 (30 Monocerotis, 30 Mon)とも呼ばれる。また、輝星目録による符号で HR 3314 とも呼ばれる。

## 学術的意義
A0Vaのスペクトルを持つ白色のA型主系列星である。U等級が+3.85等、B等級が+3.88等、V等級が3.90等と、波長毎の明るさに大きな差がないことから、1953年にジョンソンとモーガンが提案し、国際天文学連合に採用されたいわゆる「ジョンソンUBVシステム」において、V等級、U等級、B等級の基準とされた。UBVシステムにおいてV等級の原点は、北極標準星野にある国際式標準星の写真実視等級をV等級と同一とみなすことで定義され、U等級とB等級の原点は、A0Vのスペクトルを持つ、こと座α星（ベガ）、おおぐま座γ星、おとめ座109番星、かんむり座α星、へびつかい座γ星、そしてうみへび座C星 (HR 3314) の6つの星の平均の U-B、B-Vを0とすることで（すなわち U=B=V とすることで）定められた。